# Будзішево (Мазовецьке воєводство)
Будзішево (пол. Budziszewo) — село в Польщі, у гміні Заремби-Косьцельні Островського повіту Мазовецького воєводства.
Населення — 83 особи (2011).
У 1975-1998 роках село належало до Ломжинського воєводства.

## Демографія
Демографічна структура станом на 31 березня 2011 року:
|          | Загалом | Допрацездатний вік | Працездатний вік | Постпрацездатний вік |
| -------- | ------- | ------------------ | ---------------- | -------------------- |
| Чоловіки | 45      | 15                 | 25               | 5                    |
| Жінки    | 38      | 11                 | 20               | 7                    |
| Разом    | 83      | 26                 | 45               | 12                   |